# Trại Họp bạn Hướng đạo Thế giới
Trại Họp bạn Hướng đạo Thế giới (tên tiếng Anh: World Scout Jamboree; tên tiếng Pháp: Jamboree Scout Mondial) là một Trại Họp bạn Hướng đạo, thường có đến hàng chục ngàn nam Hướng đạo sinh tuổi từ 14 đến 17 đến từ khắp nơi trên thế giới tham dự.
Trại Họp bạn Hướng đạo Thế giới đầu tiên được Hội Nam Hướng đạo tổ chức tại London. Trừ những năm có chiến tranh, cứ mỗi bốn năm thì được tổ chức một lần, những lần vừa qua do Tổ chức Phong trào Hướng đạo Thế giới (World Organization of the Scout Movement - WOSM) tổ chức tại nhiều địa điểm khác nhau khắp thế giới. Trại Họp bạn Hướng đạo Thế giới lần thứ 21 năm 2007 tổ chức tại Hylands Park, Essex, Anh Quốc, sẽ chào mừng Hướng đạo tròn 100 tuổi.

## Lịch sử
Trại Họp bạn Hướng đạo Thế giới được Tổ chức Phong trào Hướng đạo Thế giới tổ chức. Chương trình Hướng đạo trở nên một thành công có tính quốc tế sau khi được Robert Baden-Powell sáng lập vào năm 1907. Với sự phát triển liên tục của nó, người sáng lập ra phong trào nhận thấy một sự cần thiết là tụ họp lại các đại diện của Hướng đạo khắp mọi nơi trên thế giới. Mục đích chính là nuôi dưỡng tình anh em trên phạm vi thế giới, và giúp trẻ em trong phong trào học hỏi về các dân tộc khác, quốc gia khác bằng cách trực tiếp tiếp xúc với nhau.
Tuy nhiên, sự bùng nổ của Chiến tranh thế giới thứ nhất năm 1914 đã làm chậm trễ mọi kế hoạch cho một sự kiện như vậy. Trại Họp bạn Hướng đạo Thế giới lần thứ nhất đã không thể thực hiện được mãi cho đến năm 1920. Nó được tổ chức tại Kensington, London. Khoảng 8.000 Hướng đạo sinh từ 34 quốc gia đã đến tham dự sự kiện này.

Hình hoạt họa trong Tạp chí Punch, xuất bản năm 1929 cho Trại Họp bạn Hướng đạo Thế giới lần thứ 3

Sau đó, cứ mỗi bốn năm thì có một Trại Họp bạn như thế này được tổ chức. Có hai lần ngoại lệ: không có Trại Họp bạn giữa năm 1937 và năm 1947 vì Chiến tranh thế giới thứ hai, và Trại Họp bạn năm 1979, đáng lẽ được tổ chức tại Iran, bị hủy bỏ vì biến động chính trị trong vùng vào thời điểm đó. Trại Họp bạn đã được tổ chức tại nhiều quốc gia khác nhau khắp thế giới. Bảy lần Trại Họp bạn đầu tiên được tổ chức tại châu Âu. Trại Họp bạn lần thứ tám được tổ chức tại Bắc Mỹ mà từ đó Trại Họp bạn theo truyền thống được di chuyển qua các châu lục bắt đầu. Dầu vậy, lục địa châu Phi là lục địa duy nhất chưa tổ chức Trại Họp bạn Hướng đạo Thế giới lần nào cả.
Để thay thế sự kiện bị hủy bỏ năm 1979, Ủy ban Hướng đạo Thế giới quyết định rằng một dịp chào mừng thay thế nên được tổ chức. Nhiều cuộc trại vùng đã được tổ chức cùng với vô số các hoạt động "cùng tham gia trại họp bạn" - đã được phát họa để các Hướng đạo sinh trên khắp thế giới tham dự vào một hoạt động mà hàng ngàn Hướng đạo sinh khác khắp nơi trên thế giới cũng tham dự cùng lúc. Chương trình "cùng nhau tham gia" này sẽ được dàn dựng lại như là một phần chào mừng kỷ niệm Hướng đạo 100 năm.
Cho đến bây giờ, lần trại họp bạn có số người tham dự đông nhất trong tất cả các Trại Họp bạn là vào năm 1929, có đến trên 50.000 thành viên từ khắp nơi trên thế giới đã đến Birkenhead trong vùng tây bắc Anh. Con số này đại diện nhóm người thường trực ở trại cả thời gian của sự kiện này. Hàng trăm ngàn quan khách Hướng đạo sinh đã tham dự với nhóm người này trong ngày.
Trại Họp bạn đầu tiên giống như một cuộc triển lãm về Hướng đạo, phô trương cho quan khách thấy các thứ được làm ra sao tại những nơi khác nhau của thế giới. Trại Họp bạn lần hai được tiến hành theo phương thức cắm trại và mỗi Trại Họp bạn liên tục tiếp theo đã phát triển theo cách này khi chương trình tiêu biểu có chiều hướng thiên về hoạt động hơn, với nhiều thời gian cho Hướng đạo sinh từ các quốc gia khác nhau, tiếp xúc với nhau và học hỏi lẫn nhau trong một cách ít hình thức hơn một cuộc triển lãm cho phép.
Trại Họp bạn năm 2007 xảy ra cùng lúc lễ chào mừng Hướng đạo 100 năm. Vì sự trùng hợp như vậy, vinh dự tổ chức sự kiện này một lần nữa lại trở về Anh Quốc, nơi khai sinh phong trào Hướng đạo. Sự kiện được ước lượng có đến 40.000 Hướng đạo sinh cắm trại trong tháng 8 tại  Hylands Park ở Essex. Khoảng hàng trăm ngàn quan khách đến viếng thăm trong ngày được ước tính đã tham dự các sự kiện.

## Các Trại Họp bạn nhỏ hơn
Có trên 10 Trại Họp bạn nhỏ hơn được tổ chức quanh năm khắp thế giới. Bao gồm các Trại Họp bạn vùng được tổ chức ba năm một lần trong các vùng (có sáu vùng Hướng đạo) trên thế giới. Hướng đạo sinh ngoài vùng được mời nhưng thường thì tham dự rất ít (thí dụ, Trại Họp bạn châu Âu năm 2005 có 10.000 Hướng đạo sinh tham dự nhưng đa số đến từ châu Âu).
Các hội quốc gia, các châu và đạo cũng có tổ chức một số sự kiện, thí dụ như Trại Họp bạn Hướng đạo toàn quốc hay Trại Họp bạn liên tỉnh.

## Họp bạn trên đài

Biểu trưng Họp bạn trên đài/Họp bạn trên mạng 2006

Họp bạn trên đài (Jamboree on the Air - JOTA) là một hoạt động nam và nữ Hướng đạo quốc tế được tổ chức hàng năm trong cả cuối tuần thứ ba của tháng 10. Sự kiện được tổ chức lần đầu tiên trùng với lễ kỷ niệm 50 năm thành lập Hướng đạo vào năm  1957, và được một phát thanh viên không chuyên nghĩ ra. Hiện tại là một trong các sự kiện lớn nhất của Hướng đạo.
Các đài phát thanh không chuyên khắp nơi trên thế giới cùng tham dự với các Hướng đạo sinh nam và nữ để dạy họ cách phát thanh và trợ giúp họ liên lạc với các bạn đồng Hướng đạo nam và nữ bằng phương tiện sóng ngắn phát thanh. Điều này cung cấp cho Hướng đạo sinh nam và nữ một phương tiện học hỏi về các bạn Hướng đạo sinh khác khắp thế giới. Nó là một phụ trợ cho Trại Họp bạn Hướng đạo Thế giới.
Sự kiện này được công nhận như là một lần tham dự quốc tế bởi một số tổ chức Hướng đạo nam và nữ, và có vài vài giải thưởng cho các sự kiện này như là một phần của các chương trình nam và nữ Hướng đạo.

## Họp bạn trên mạng

Biểu trưng Họp bạn trên đường mòn năm 2006

Họp bạn trên mạng (Jamboree on the Internet - JOTI) là một hoạt động Hướng đạo quốc tế được tổ chức hàng năm. Các tham dự viên, qua sử dụng những phòng "chat" định sẵn từ khắp thế giới, có thể tiếp xúc với bạn đồng Hướng đạo qua phương tiện Internet. Các phương pháp truyền thông phổ biến bao gồm mạng ScoutLink (hệ thống "chat" có giám sát của Hướng đạo trên toàn thế giới), thư điện tử, và điện thoại trên mạng (VOIP). Họp bạn trên mạng đem đến cho Hướng đạo sinh thêm một phương tiện học hỏi từ các bạn đồng Hướng đạo khắp nơi trên thế giới. JOTI.org báo cáo rằng JOTI có trên 4.000 tham dự viên trên mạng cùng một lúc vào năm 2005.

## Họp bạn trên đường mòn
Lấy ý tưởng của các sự kiện "cùng nhau tham gia", Họp bạn trên đường mòn (Jamboree on the trail - JOTT), đơn giản là một sự kiện đồng kết hợp mà các Hướng đạo sinh khắp thế giới ngay lập tức có thể tham gia vào các buổi đi bộ địa phương. Nó diễn ra vào tháng 5 trên cơ bản mỗi năm.
Loại sự kiện này cho phép Hướng đạo sinh tham gia vào các hoạt động cùng lúc với các Hướng đạo sinh khác, cổ vũ ý tưởng tình anh em Hướng đạo. Các tham dự viên được trao tặng một huy hiệu "họp bạn trên đường mòn" như một sự công nhận đã tham gia vào sự kiện thế giới này.

## Danh sách các Trại Họp bạn Thế giới
| Huy hiệu | Năm        | Sự kiện                                    | Địa điểm, Quốc gia                 | Chủ đề/Tên                                                                            | Tham dự |
| -------- | ---------- | ------------------------------------------ | ---------------------------------- | ------------------------------------------------------------------------------------- | ------- |
| 1920     | 1920       | Trại Họp bạn Hướng đạo Thế giới lần thứ 1  | London, Anh Quốc                   |                                                                                       | 8.000   |
| 1924     | 1924       | Trại Họp bạn Hướng đạo Thế giới lần thứ 2  | Ermelunden, Đan Mạch               |                                                                                       | 4.549   |
| 1929     | 1929       | Trại Họp bạn Hướng đạo Thế giới lần thứ 3  | Birkenhead, Anh Quốc               | Coming of Age Thời đại đang đến                                                       | 50.000  |
| 1933     | 1933       | Trại Họp bạn Hướng đạo Thế giới lần thứ 4  | Godollo, Hungary                   |                                                                                       | 25.792  |
| 1937     | 1937       | Trại Họp bạn Hướng đạo Thế giới lần thứ 5  | Bloemendaal, Hà Lan                |                                                                                       | 28.750  |
| 1947     | 1947       | Trại Họp bạn Hướng đạo Thế giới lần thứ 6  | Moisson, Pháp                      | Jamboree of Peace Họp bạn Hòa bình                                                    | 24.152  |
|          | 1951       | Trại Họp bạn Hướng đạo Thế giới lần thứ 7  | Bad Ischl, Áo                      | Jamboree of Simplicity Họp bạn Hồn nhiên                                              | 12.884  |
| 1955     | 1955       | Trại Họp bạn Hướng đạo Thế giới lần thứ 8  | Niagara-on-the-Lake, Canada        | New horizons Chân trời mới                                                            | 11.139  |
|          | 1957       | Trại Họp bạn Hướng đạo Thế giới lần thứ 9  | Sutton Park, Anh Quốc              | 50th Anniversary of Scouting Hướng đạo 50 tuổi                                        | 30.000  |
| 1959     | 1959       | Trại Họp bạn Hướng đạo Thế giới lần thứ 10 | Los Baños, Laguna, Philippines     | Building Tomorrow Today Xây dựng tương lai ngày hôm nay                               | 12.203  |
| 1963     | 1963       | Trại Họp bạn Hướng đạo Thế giới lần thứ 11 | Marathon, Hy Lạp                   | Higher and Wider Cao hơn và rộng hơn                                                  | 14.000  |
|          | 1967       | Trại Họp bạn Hướng đạo Thế giới lần thứ 12 | Idaho, Hoa Kỳ                      | For Friendship Vì tình thân hữu                                                       | 12.011  |
| 1971     | 1971       | Trại Họp bạn Hướng đạo Thế giới lần thứ 13 | Fujinomiya, Nhật Bản               | For Understanding Vì sự hiểu biết                                                     | 23.758  |
|          | 1975       | Trại Họp bạn Hướng đạo Thế giới lần thứ 14 | Lillehammer, Na Uy                 | Five Fingers, One Hand Năm ngón tay, một bàn tay                                      | 17.259  |
| 1979     | 1979       | Trại Họp bạn Hướng đạo Thế giới lần thứ 15 | Neyshâbûr, Iran                    |                                                                                       | Hủy bỏ  |
| 1983     | 1983       | Trại Họp bạn Hướng đạo Thế giới lần thứ 15 | Calgary, Canada                    | The Spirit Lives On Tinh thần sống mãi                                                | 14.752  |
|          | 1987       | Trại Họp bạn Hướng đạo Thế giới lần thứ 16 | Sydney, Úc                         | Bringing the World Together Đem thế giới lại gần nhau                                 | 14.434  |
| 1983     | 1991       | Trại Họp bạn Hướng đạo Thế giới lần thứ 17 | Mt. Sorak, Hàn Quốc                | Many Lands, One World Nhiều vùng đất, một thế giới                                    | 20.000  |
|          | 1995       | Trại Họp bạn Hướng đạo Thế giới lần thứ 18 | Flevoland, Hà Lan                  | Future is Now Tương lai là hiện tại                                                   | 28.960  |
|          | 1998, 1999 | Trại Họp bạn Hướng đạo Thế giới lần thứ 19 | Picarquín, Chile                   | Building Peace Together Cùng nhau xây dựng hòa bình                                   | 31.000  |
| 2002     | 2002, 2003 | Trại Họp bạn Hướng đạo Thế giới lần thứ 20 | Sattahip, Thái Lan                 | Share our World, Share our Cultures Chia sẻ thế giới và văn hóa của chúng ta          | 24.000  |
| 2007     | 2007       | Trại Họp bạn Hướng đạo Thế giới lần thứ 21 | Hylands Park, Anh Quốc             | One World, One Promise Một thế giới, một lời hứa Scouting Centenary Hướng đạo 100 năm | 38.069  |
|          | 2011       | Trại Họp bạn Hướng đạo Thế giới lần thứ 22 | Rinkaby, Thụy Điển                 | Simply Scouting                                                                       | 40.061  |
|          | 2015       | Trại Họp bạn Hướng đạo Thế giới lần thứ 23 | Kirarahama, Nhật Bản               | A Spirit of Unity                                                                     |         |
|          | 2019       | Trại Họp bạn Hướng đạo Thế giới lần thứ 24 | River Gorge, West Virginia, Hoa Kỳ | Unlock a New World                                                                    |         |
|          | 2023       | Trại Họp bạn Hướng đạo Thế giới lần thứ 25 | Buan Jeonbuk, Hàn Quốc             | Draw Your Dream!                                                                      |         |